# 圖里夫卡 (特諾皮爾州)
49°23′44″N 26°10′16″E / 49.39556°N 26.17111°E
圖里夫卡（羅馬化：Turivka）是烏克蘭的村落，位於該國西部捷爾諾波爾州，由捷尔诺波尔区負責管轄，始建於1547年，面積2.74平方公里，2001年人口725，人口密度每平方公里264.6人。